# Fagerdal, Strömsunds kommun
Fagerdal är en by i Hammerdals distrikt (Hammerdals socken), Strömsunds kommun i Jämtland. Byn ligger utmed europaväg 45, drygt 7,5 kilometer norr om Hammerdal. Närmaste by är Gisselås vilken är belägen strax norr om Fagerdal.

## Historia
Fagerdal är en av socknens äldsta byar. Namnet Fagerdal omnämns tidigast i skrift på 1540-talet. Det angavs då endast finnas en gård i Fagerdal vilken ägdes av "Hans i Fagerdal". Denne betalade 2 skilling skatt. I jordeboken för år 1645 omnämns två gårdar i byn. 